# Маглић (планина)
Маглић је динарска планина између БиХ (Републике Српске) и Црне Горе. Налази се на тромеђи географских области Босна, Херцеговина и Стара Херцеговина. Маглић је уједно и назив највишег врха у Републици Српској, односно БиХ. Највиши врх планине је Велики Витао (2.396 m) који се налази на подручју Црне Горе, док је врх Маглић на 2.386 m надморске висине. По другим изворима, највиши врх је Маглић са 2.386 , односно 2.388 m. Планина се налази око 20 km југозападно од Фоче уз границу БиХ и Црне Горе. Омеђена је реком Сутјеском на западу, планином Волујак на југозападу, рекама Дрином и Пивом на североистоку, те планином Биоч на југоистоку.
Маглић је изграђен од пермских стена, мезозојских кречњака, дијабаза и малафира, а видљиви су и леднички трагови. Обрастао је буковом и црногоричном шумом. Горња шумска граница је на око 1.600 m, а изнад те висине је плато са пашњацима и бројним гребенима и висовима. Најпознатије висоравни су Вучево (са врхом Црни врх), Рујевац, Снијежница (Сњежница), Пријевор и Мратињска Гора. На Маглићу се налази и Перућица, највећа прашума у Европи и велики цирк Урдени долови са Трновачким језером на 1.517 m. Подножје планине и све падине су богате водом, са бројним изворима од којих је најиздашнији Царев До који никад не пресушује.